# Vogrinčič
Vogrinčič je priimek več znanih Slovencev:
- Ana Vogrinčič Čepič (*1976), sociologinja kulture, prof. FF UL
- Franjo Vogrinčič (1908 - ?), zdravnik ftiziolog
- Gabi Čačinovič Vogrinčič (*1941), družinska psihologinja, strokovnjakinja za socialno delo, prof. FSD UL
- Geza Vogrinčič (*1942), gradbenik, visokošolski prof.?
- Janoš Vogrinčič (1778-1856), prekmurski duhovnik, župnik
- Matej Andraž Vogrinčič (*1970), konceptualni umetnik
- Zoran Vogrinčič (*1957), fotograf, fotoreporter